# Eumaeus atala
Eumaeus atala är en fjärilsart som beskrevs av Felipe Poey 1832. Eumaeus atala ingår i släktet Eumaeus och familjen juvelvingar. Inga underarter finns listade i Catalogue of Life.

## Bildgalleri

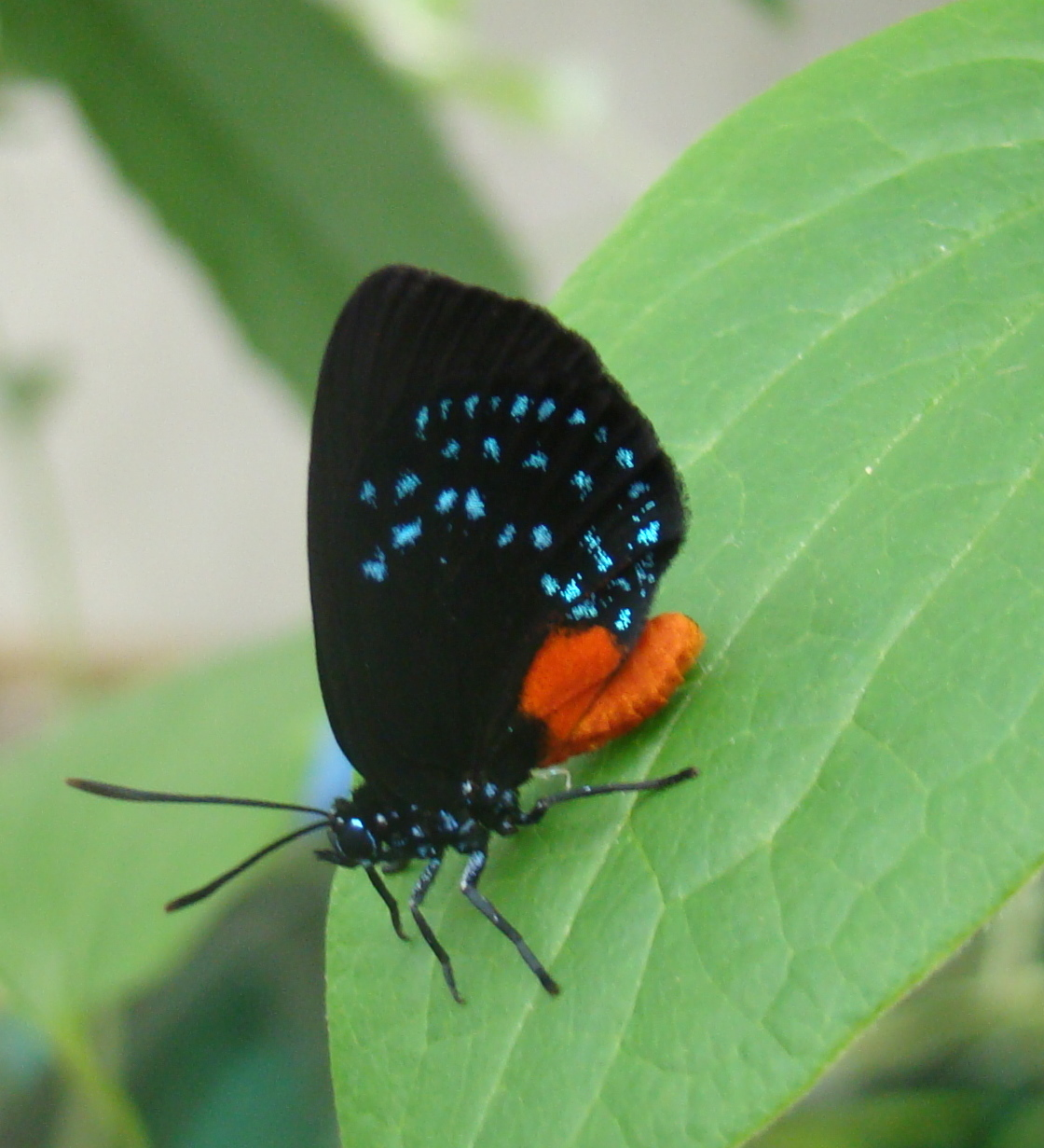
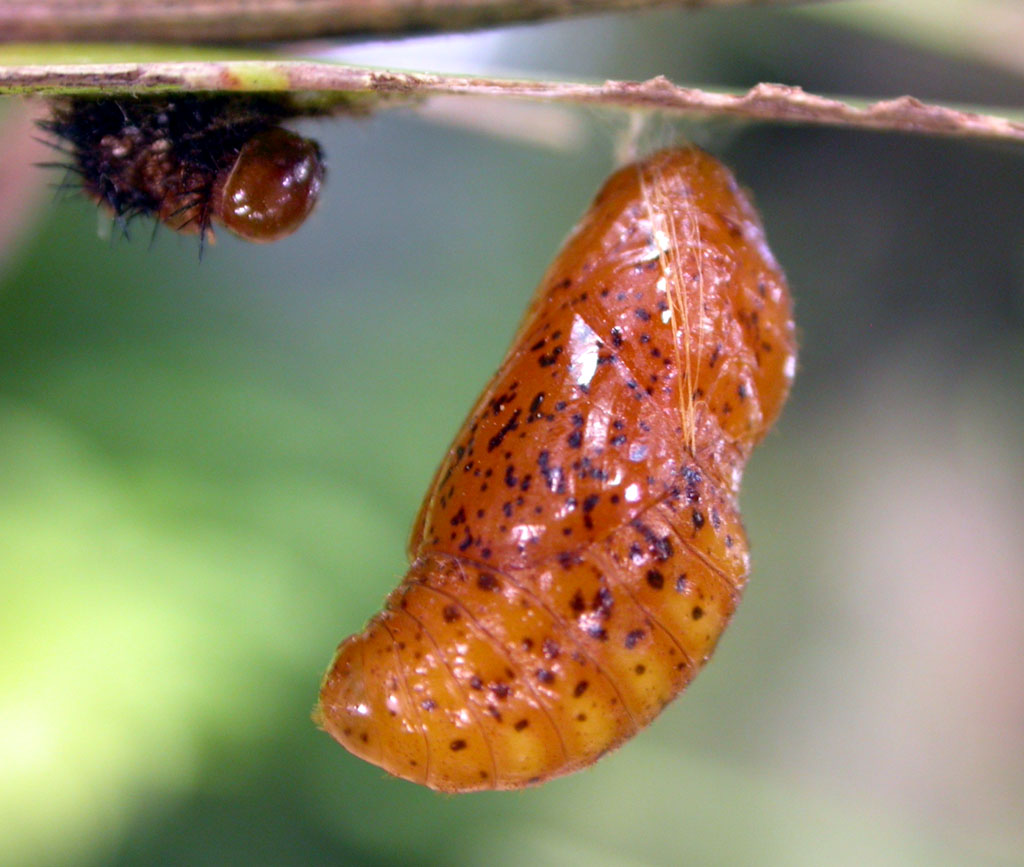
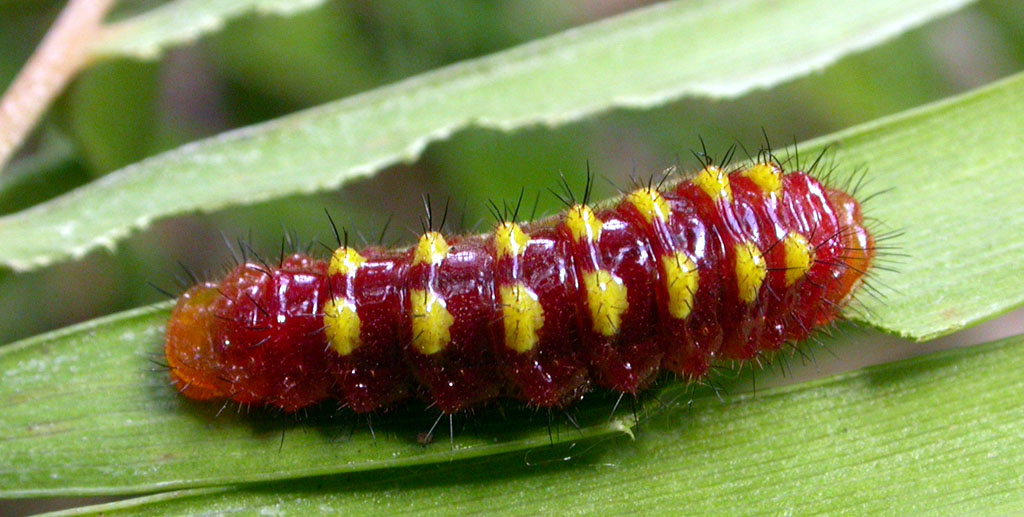